# Lac Zizi
Pour les articles homonymes, voir Zizi.
Le lac Zizi est un plan d'eau de la Grande Terre des îles Kerguelen dans les Terres australes et antarctiques françaises (TAAF). Il se situe sur la péninsule Loranchet, perché à 445 m d'altitude, à 1 km de l'océan Indien.

## Géographie

### Situation et morphologie
Le lac Zizi se situe à l'extrême sud-ouest de la péninsule Loranchet, sur un promontoire qui se termine à la pointe Tromelin, entre les baies de Bénodet au nord et celles de Penfeld et de l'African au sud. Il n'est distant que de 1 km de ces deux premières baies.
Le lac s'établit à 445 m d'altitude. Ses longueur et largeur maximales sont assez équivalentes, respectivement : 1,45 km et 1,22 km, donnant au lac une forme grossièrement circulaire, pour une superficie d' environ 0,82 km2. Le lac est parsemé de quelques îlots et rochers dont le plus important n'excède pas 2 000 m2,,. Le sous-sol est constitué de basaltes des plateaux.

### Bassin hydrographique
Le modeste bassin hydrographique du lac atteint 4,5 km2, il est dominé au nord-est par un sommet culminant à 840 m. De ce mont part le principal torrent d'alimentation qui n'atteint pas 2 km de long. Ce cours d'eau forme un cône de déjection en se déversant dans le lac. Au nord-ouest un court exutoire de 1,5 km de long, marqué par des cascades, se déverse dans la baie de Bénodet sur l'océan Indien,,.

### Toponymie
Le nom est attribué par le géographe H. de Corbiac en 1966, à cause de l'aspect du lac « couvert de glace pilée ressemblant à une préparation de liqueur pour pays chauds : une Marie Brizard Zizi. ».